# Raphiglossa formosa
Raphiglossa formosa är en stekelart som beskrevs av Kostylev 1940. Raphiglossa formosa ingår i släktet Raphiglossa och familjen Eumenidae. Inga underarter finns listade i Catalogue of Life.